# 巷説百物語シリーズ
『巷説百物語シリーズ』（こうせつひゃくものがたりシリーズ）は、京極夏彦による妖怪を題材にした時代小説のシリーズ。1997年から2023年にかけて『怪』（角川書店）および『怪と幽』（KADOKAWA）で連載され、1999年から単行本、2003年から文庫版の刊行が開始。2024年の『了巷説百物語』をもってシリーズが完結した。2024年4月時点でシリーズ累計発行部数は140万部を突破している。
『後巷説百物語』は2004年第130回直木賞、『西巷説百物語』は2011年第24回柴田錬三郎賞、『遠巷説百物語』は2022年第56回吉川英治文学賞を受賞した。
2001年に漫画化、2003年にアニメ化、2000年・2005年・2006年にはテレビドラマ化もされている。

## 概要
舞台は江戸時代末期の天保年間。晴らせぬ恨み、あちら立てればこちらの立たぬ困難な問題を金で請け負い、妖怪になぞらえて解決する小悪党たちの活躍を描く。同じ作者の百鬼夜行シリーズが、妖怪の仕業に見える不思議な事件を科学的・論理的に解明して解決するのに対し、本シリーズは逆に人の心の綾を妖怪の仕業に仕立てることで解決するところに特徴があるといえる。
『巷説百物語（こうせつひゃくものがたり）』『続巷説百物語（ぞくこうせつひゃくものがたり）』は、御行の又市らの暗躍を、偶然彼らの仕掛に巻き込まれた後、彼らに深く関わってゆく戯作者志望の若者・山岡百介を中心にして描く。続く『後巷説百物語（のちのこうせつひゃくものがたり）』では、維新を経て明治に時代が変わり、巷で騒がれる奇妙な事件を解決しようとする4人の男たちと、彼らに知恵を貸す「一白翁」こと山岡百介の昔語りで物語は進む。そして『前巷説百物語（さきのこうせつひゃくものがたり）』は、山岡百介と出会う前で御行装束を身にまとう以前の又市たちの話である。さらに、又市の悪友である靄船の林蔵の上方での仕掛を描く『西巷説百物語（にしのこうせつひゃくものがたり）』の連載が終了後、シリーズとしての『怪』においての連載は終了。その後、『幽』と合併新設された『怪と幽』で連載が再開され、『遠巷説百物語（とおくのこうせつひゃくものがたり）』では盛岡藩は遠野保での小悪党達の活躍を描き、完結作『了巷説百物語（おわりのこうせつひゃくものがたり）』では小悪党達の最大にして最後の大仕事が描かれる。なお、年代設定は『後巷説』から逆算されたものであり、本来の舞台は漠然とした「江戸時代」として時期を特定せずに描かれている。
作品中に登場する妖怪たちの出典は、竹原春泉による日本画集の『絵本百物語』である。

## 主な登場人物
又市（またいち）
異名：小股潜りの又市（こまたくぐり の またいち）、御行の又市（おんぎょう の またいち）、双六売りの又市（すごろくうり の またいち）、八咫の鴉（やた の からす）
つるりとした白面の男で、舌先三寸で人を誑かすことを得意とする小悪党。江戸っ子口調で一人称が「奴（やつがれ）」。行者紛いの白装束を纏って偈箱を提げ、頭を白木綿の行者包みにして、鈴を振り魔除けの御符を売り歩く僧形の物乞いである願人坊主、冬の風物であるマカショのなりをしている。僧形ではあるが、実際は神も仏も信じてはいない無信心者であり、伝法灌頂も折伏もされておらず、仏法に帰依もしていない。
生業は縁切り揉め事縁結びの仲介で、縁談詐欺紛いの仲人口を得意とし、厭な過去や辛い事情といった子細を消して縁を纏め上げ、縁付きの悪い年増娘を嘘八百で嫁がせる、嫁の来手のない家にあの手この手で嫁を入れる、といった示談屋や仲人屋のような商売をしている。女衒は性に合わないと語るが、仔細ありの女性を岡場所へ世話することもあり、彼女達からは感謝され生き仏のように慕われる。一方で、脅す賺す丸めこむの手練手管で、八方塞の困難やお上では裁けない悪党への復讐などを金で請負い、八方丸く収めて解決するという商売もしており、その際に起こる人から見れば不可解な出来事を妖怪の仕業に仕立て上げて丸く治める。その仕上げとして必ず鈴を鳴らし「御行奉為（おんぎょうしたてまつる）」と唱え締めくくる。以上の過程を「仕掛け」という。故に妖の存在が巷にのぼることから、「妖物遣い」などと称される。集団の懐に飛び込んであっという間に人心を掴み、思う侭に操るのが得意で、その腕前は一藩を誑かすほどである。卑怯小細工を弄し、僅かな隙を捕まえて、あの手この手で翻弄し、虚言を以て丸め込むを得意とする談合上手が故に「小股潜り」の二つ名を取っている。所謂詐欺師ではあり、騙したり強請ったり何かを捲き上げたりといった悪事もするが、それらは別の目的のための手段に過ぎず、弁舌だけで金を稼ぐような真似はしない。他人を欺いて利益を得ようとしたり、誰かを陥れて喜ぶような人間ではなく、祈禱料として法外な金子を取ることもない。但し、金の有り難みを知っているので、働いた分の対価はきちんと取り、只働きは絶対しない。ちなみに腕っ節はからきしらしい。
性格はいたって飄々としており、口が悪く気安い仲間には必ずと言っていいほど悪態をつく。情で動くようなことはあまりないが、治平の敵討ちを手助けしたり、危ない橋を渡ろうとするおぎんを諌めたりと仲間思いの面もある。語り手役である百介に対しては常に謙虚で一線を引いているが、これは堅気である百介に累を及ぼすまいとする彼なりの配慮である。女の屍骸を嫌い、人死にを好まないこともあって、実際仕掛けの中でもやむをえない事情がない限り直接手を下すことはない。駆け出しの頃に詰めの甘さから後手に回って仲間や関係者を大勢失ったため、常に先手を取るように心がけ、周到な準備を怠らないようにしている。
自身の口先一つで人の先の人生や生死まで左右する仕掛けの重大さを強く自覚しているため、関わった相手が不幸になれば仕事は失敗であり、仕事が終わった後も自分が関わり人生を大きく変えた人々の様子をそれとなくずっと見守り続けている。面倒見が良いので夜鷹や蹴転のような女郎には非常に人気がある。
武州三多摩の水飲み百姓の子で、母は2歳の頃に出奔、酒乱の父は8つの時に死んでおり、すでに肉親はない。故郷を捨てて上方に流れ着き一文字狸の仁蔵に拾われたが、下手を打って上方に居られなくなった林蔵とともに江戸に逃れ、損料商い・ゑんま屋の裏の仕事を手伝っていたという過去を持ち、妖怪を利用して世間を謀る仕掛けはこの時から使うようになった。
百介が仕掛けに関わっている頃、住まいは麹町は四谷門の外、念仏長屋だと百介に伝えていたが、又市が本当に住んでいた様子はなく、実際住んでいるのも店賃を払っていたのも仲間の事触れの治平であった。
「小豆洗い」の仕掛けで百介と出会い、身許が確乎りしていて狂言の役者として利用価値があると考え、以後度々彼を仕掛けに巻き込むようになった。表と裏の境にいる百介に対しては自分達との境界を越えさせないように心を砕いたり、距離を置いているものの、「船幽霊」でのおぎんの発言や「老人火」の最後にとった行動などから、百介の立場や身分を利用していただけでなく情が移っていたようであり、百介の前から姿を消した後も彼が死ぬまで陰から見守り続けた。
トレードマークの白装束については、当初、「行き倒れの御行から、剥ぎ取った物」と吹聴していたが、過去に関わった事件で、自ら犠牲となったある人物の形見であると同時に、又市が裏の世界と深く関わっていく契機となった特別な品である。
シリーズ全作、及び江戸怪談シリーズにも登場する。
山岡 百介（やまおか ももすけ）
異名：考物の百介（かんがえもの の ももすけ）、菅丘 李山（すげおか りざん）、一白翁（いっぱくおう）
三度の飯より怪談・奇談が好きという変わり者の戯作者志望。普段は子供のナゾナゾ遊びである「考物」を糧としているが、不思議話や怖い話を蒐集しながら諸国を漫遊し、いずれそれらを百物語にしたて開版したいという夢を持つ。
元は御先手鉄砲組の貧乏同心の次男坊として生まれ、軍八郎という兄がいる。貧乏ゆえ大店である京橋の蝋燭問屋「生駒屋」に養子にだされ跡継ぎとして育てられたが、金銭に全く執着がなく、自分の商才のなさを自覚していた為、養父亡き後身代を全て大番頭の喜三郎に譲り若隠居となり、10畳程の離れで寝起きしている。
性格はいたって穏やかで丁寧、色事には疎く、野暮の極みのような道楽者であり、江戸で五本の指に入る野暮天を自負する。商家で育ったとは思えない程金勘定に無頓着で執着のない性質。人を見る目には自信があり、一人旅をしている中で危険に晒されることがないのはこのおかげであると思われる。その反面謙虚すぎるところがあり、自分が世間的には恵まれた境遇を利用してふらついているだけのろくでなしだと思っている。食うには困らないが、店の世話にはなりたくないと思っていても、実入りが殆どないので家を出て長屋で暮らすことはできず、隠居後も店の者の態度は好意的であるのに世話になり続けている事に負い目を感じ、自らを穀潰しと評している。酒は人一倍好きで、下戸でもないが、人前では酒を飲まないようにしていて、甘味に目がない質でもあるので、世間からは下戸の不調法者だと勘違いされている。
好事家の先先代が離れに集めた古今の膨大な文書に囲まれて育ったため、和書漢籍に精通し、迷信俗信、儀礼信仰などに通暁している。神社仏閣には出来るだけ参拝するようにしており、立ち寄ると心が騒ぐ質。またこの時代には珍しい近代的な考えの持ち主であり、不思議話は好きだが血や残酷もの、人を不幸にするような類の迷妄や職業差別を嫌い、貧しい身分の者たちの生き様に強い共感や憧憬を覚えている。人を裁くのは法律のような人より上にあるモノであるべきで、どんな場合でも人が人を裁いてはいけないと考える。
神秘的な力の介在を強く望むものの実在には懐疑的で、凡ては偶然であり天の配剤などはないと考える。ただの現象とは思えないような人知を超えた相を見てしまった時に、不安を消そうとして人の都合の良いように捉え直すことで妖怪は生まれるのだと考えており、智慧やしきたりや道徳や信心といった生きるための諸々、人の気持ちや暮らしそのものが妖怪なので、巷で不可思議と謂われる怪しい事柄を与太と切り捨てず、採集して吟味することこそが、人と世を知ることになると思っている。また、妖怪とは疾しさや怯えを写す鏡のようなものなので、ただでさえ悲しい人の世では、化け物は笑えるくらいが丁度良いとも思っている。儒者でも仏法者でもなく、怪力乱神を大いに語りたい質。世に怪在りと「思いたい」人間なので、それ故にまやかしを嫌い、真なる怪を見極めるために偽りの怪を見抜くことを必要としている。そして又市達との出会いで裏で糸を引く存在を知ったために、何ごとも簡単には信じられなくなった。
旅の途中雨宿りした先で又市一味の仕掛けに巻き込まれ彼らと深く関わっていく事になり、その後仕掛けを故意にも無意識にも手助けすることになる。初めのうちは、もしもの時に決して累が及ばない特殊な客分の扱いであったが、次第に彼らの内情にも触れていく。又市一味の事はどこか超然的に見ており、小悪党と称しているものの非道は行わない人柄に惹かれいつしか「あちら」の世界へ行きたいと強く望むようになる。いつ又市の口先に転がされるかと警戒しているものの、夢に聞こえた鈴の音に安心感を覚えたりと信用はしていないが信頼はしているらしい。堅気である事をわきまえて彼らに口出ししたりしないものの、又市の生首（勿論偽者だが）を見せられた時は気を失いかけたり虚無感を抱いたりと、百介の人生において彼らは極めて重要な位置を占めており、老後に自身の人生を回顧した際には自身が本当に生きていたといえるのは又市達と関わっていた頃だけだとさえ考えている。
後に一文字屋の口利きを受けて「菅丘李山」の筆名で開版した世話物人情物がそこそこ当たり、幾つか版元の要望に沿う浮浮とした世話物ばかりを苦労して書き、嫁を取れといわれる程度には稼げるようになった。だが、又市たちとの今生の別れの後は、自分が唯一生きていると実感できた夢のような日々が終わってしまうのが嫌で百物語を完結させることができず、結局百物語を書き上げることなく数年で断筆。北林から帰った後は生涯二度と旅に出ることなく、幕末期まで自室に籠ったままだらだらと過ごし、報奨金を届けに来る北林藩士以外の外部の者とは接していなかったが、元治元年に縁を辿っておぎんの孫娘の小夜を引き取ったことで2人で生駒屋を出て、以後の十数年は九十九庵と名付けた薬研堀の庵に移り住み、ご一新後は時折閑居を訪れる若者たちとの交流を楽しみながら晩年を過ごす。
「遠巷説」を除く全作に登場し、「巷説」「続巷説」「後巷説」では語り手をつとめる。『書楼弔堂シリーズ』でも名前が登場しており、戯作の出版から60年以上が経った明治中期には、一時は結構人気があったが数年で突然筆を折った戯作者で、本名は疎か素性も一切知られていなかったため、大名の変名や公卿だなどと色々謂れるようになっている。数十年かけて集められた大量の書物は、死後に遺族からの頼みで若い頃に知遇を得て懇意にしていた中禅寺洲斎へと譲られ、さらに15年程経過した明治26年、その息子の中禅寺輔によって殆どが書楼弔堂へと売却された。
おぎん
異名：山猫廻しのおぎん（やまねこまわし の おぎん）
又市一味の紅一点。派手な江戸紫の着物に草色の半纏をまとい義太夫節を語りながら片手で人形を操る女傀儡師で、腕は一流。切れ長の眼、白い肌、紅い小振りな唇、眼の縁がほんのりと紅い、耳を擽るような不思議な音声の声の別嬪。見かけからは年齢を判断するのが難しく、角度によってはあどけない少女にも見えるし、また艶っぽい年増にも見えるという。
仕掛けの中では色仕掛けや幽霊の役割をこなす。そんじょそこらの男なら手玉に取ってしまうほど大層肝が据わっていて、十人並みには鍛えられているらしい。
元は柳橋にある一流料亭の令嬢で、両親が身分違いで結婚できなかったという点を除いては恵まれた生まれであり、幼少期は茶道、花道、読み書き、唄、踊り、芸事と一通りの習いごとをさせられていた。だが、10か12くらいの齢の頃に陰謀で両親をそれぞれ殺された後、祖父母も亡くなり店は人手に渡って天涯孤独の身の上となった。その後、江戸の大物悪党である「御燈の小右衛門」に拾われ、母の仇討ちの為に裏の世界に入る。小右衛門は江戸を離れる時、又市に彼女が「悪党の道」を外さないよう約束させた。
かつて四国に存在した旧小松城藩主の側室だった千代の方と、その娘で北林藩主の正室だった楓姫に生き写しであるという。
「巷説」「続巷説」「後巷説」「前巷説」「了巷説」に登場。
治平（じへい）
異名：事触れの治平（ことぶれ の じへい）、九化けの治平（くばけ の じへい）
皺の多い角張った顔の小柄な老人。老けて見えるがまだ57、8歳（続巷説百物語『野鉄砲』時点）。強面で不機嫌そうな仏頂面が常態で、毒舌で口汚い。鹿島出身で、二つ名は鹿島神官のご託宣を触れ回る事触れに由来する。
元は常陸を拠点に坂東一帯を荒らした盗賊「蝙蝠一味」の「名人」とうたわれた引き込み役であり、巧みな変装で仕掛けを助ける。狸の七化け狐の八化けを超えることから「九化けの治平」の異名をとった程の名人で、盗みの仕事が終わった後も誰ひとりとして疑われたことがない。また、大抵のことは何でも器用に熟すことが出来、動物操りの術、刺青、野鍛冶、毒物の調合等の手作業にも長じ、引き込み役とはいえ元海賊なので水練や操船も達者。慎重かつ、しぶとく念入りで、我慢強く捨て目が利き、長年修羅場を抜けてきたので悪い予感に敏感。
45、6歳のときに一味の秘伝を欲した侍崩れの客分に妻子を人質に取られ殺されており、これを契機に盗賊から足を洗い、武州の山奥で5年程百姓の真似事をしていたが、盗人仲間にも殆ど知られていない正体を又市には瞬時に見破られ、その後仕掛けに加わるようになる。この壮絶な過去からか、又市を「臆病者」と評し、百介に対しては度々己の立場をわきまえさせるような発言をするなど達観している所がある。
「巷説」「続巷説」「後巷説」「了巷説」、及び「覘き小平次」に登場。
徳次郎（とくじろう）
異名：算盤の徳次郎（そろばん の とくじろう）、四玉の徳次郎（よつだま の とくじろう）、男鹿の魔法（おが の まほう）
放下師と呼ばれる乞胸であり、奥州から西国まで諸国の隅々を渡り歩き、様々な芸を見せる興行を打つ旅芸人一座を率いる座長。
幻戯（めくらまし）と呼ばれる集団幻視を得意とし、算盤を鳴らすことで相手を惑わし、得意の幻術で一味の仕掛けを助ける。果心居士の生まれ変わりと誉れ高く、奥州辺りでは魔法使い、男鹿の魔法とまで呼ばれており、その腕前は大店の金蔵まで鍵を開くほどであるという。唐の馬腹術を捻った吞馬術を開発してかなり儲けたらしい。
女色に目がなく、女が嬲られるのを見過ごすのは性にあわないらしく、遊女の足抜けを助けることもある。
東国・男鹿半島沖の鳥も通わぬ幻の孤島・戎島の出身。戎島に漂着した大工を父に持つが、10歳位の頃に島を逃げ出して本土に辿り着き、入道崎にあった戎社の番人に育てられた。元々は無宿人であるが、如何なる手段によってか乞胸頭仁太夫の名が記された鑑札を入手しており、月月48文の札両を払っている。
「巷説」「続巷説」「後巷説」「了巷説」、及び「覘き小平次」「数えずの井戸」に登場。
小右衛門（こえもん）
異名：御燈の小右衛門（みあかし の こえもん）
かつての江戸の裏世界の元締め。小さく引き締まった鋭い眼に、白髪混じりの剛い髭を顔いっぱいに蓄えた、長身の威厳溢れる老人。表向きは腕の良い人形師で、江戸に居た頃は坂町に家を構えていた。本名・川久保小右衛門。元武士とも元木地師とも元火薬師とも噂される。
様々な火薬技に長けた名人で、火薬を生き物のように扱う技を持ち、中でも小山ひとつを瞬時に吹っ飛ばす程の威力を誇る火薬技「飛火槍」（ひかそう）を切り札とする。盗っ人でも殺し屋でもないが、その強力すぎる火薬技ゆえに誰も手出しできず、裏の渡世で絶大な力を得るに至った。主に切り札としての火薬技で仕掛けを助けるほか、人形師としても知る人ぞ知る腕利きで、昔はまるで生きているような頭を作ると評判だったため、製作した人形を役立てることもある。おぎんが芸に使う人形は全部自身が作ったもの。手下は持たないが、恐れて手を貸す者は多く、手捌きも手並みも一級で、一声掛けるだけで江戸中の破蔵師20人ばかりを掻き集め、誰にも忤わせず指示通りに黙々と働かせる程の力を持っていた。
四国は剣山の山中に住まう平国盛家臣の末裔、則ち平家の落人を祖とする「川久保党」の出身。ある条件で小松城藩に仕えているときに奸計で自分の許嫁が藩主に見初められたため、その時の家老を斬って出奔し江戸に流れ着く。
又市とは彼が損料屋の裏稼業を助けていた時に知り合う。損働きで失敗し、仲間共々殺し屋に狙われて絶体絶命だった又市に声を掛け、神も仏もない人の世が悲しいことを承知の上で嘘の化け物でも使って何とか世の中の帳尻を合わせて収めようと足掻く彼に興味を抱いて手を貸した。又市は小右衛門と手を組むことで裏の世界へと身を投じた。
裏渡世の大物でありながら奪われた許嫁を終生忘れられなかったという青臭い一面があり、脱藩後も元許嫁を心配し、彼女が土佐から姿を消した後も遠くから面倒を見続け、死後は故郷に伝わる祭壇を自宅に作って位牌を飾っていた。その後、かつての許嫁に瓜二つのおぎんを引き取って育てていたが、元許嫁の遺児の楓姫が北林藩主に嫁ぐに当たり、藩主が病弱な上にその弟が江戸でも指折りの外道であったことから、その身を案じて江戸を離れ北林に移住し、城下の外れに庵を結ぶ（表向きは自分が作った人形で風紀が乱れ、手鎖になったためとされる）。しかし、結局藩主夫妻が謀殺されるのを防ぐことは出来ず、藩主となった下手人への復讐の機会を虎視眈々と伺って北林に潜伏し続けていた。
「続巷説」「後巷説」「前巷説」「西巷説」「了巷説」に登場。
林蔵（りんぞう）
異名：靄船の林蔵（もやふね の りんぞう）、帳屋の林蔵（ちょうや の りんぞう）、削掛の林蔵（けずりかけ の りんぞう）、御託の林蔵（ごたく の りんぞう）
一文字狸の息が掛かった上方の小悪党で、又市の元相棒。表向きは帳屋（書き物道具を扱う文房具屋のような商い）「帳屋林蔵」の看板を掲げつつ、裏では一文字屋仁蔵のもとで仕掛の仕事を請け負っている。
彼の手にかかると、真か嘘か分からないまま靄の中を歩むかのように騙されて玩ばれることから、盆になると靄の中を琵琶湖から叡山に到る坂本の坂を亡者を乗せて登る比叡山七不思議のひとつ、「靄船」の二つ名がついた。又市の手法とは異なり、人の心を束縛する闇を妖怪に変えて解き放つという手法をとる。
大店の若旦那のような小ざっぱりした身なりの小男で、公家の出だという噂がある。見た目もさっぱり垢抜けていて顔つきも整っており、切れ長の吊目はどこか高貴な様子で、鼻筋もすっと通り、朱く薄い唇が色白の顔に映える中々の色男。
故郷を出た又市とは大津で出会って以来の腐れ縁という悪友。かつては又市と上方を荒らしていたが、放亀の辰造一家を嵌める仕掛で下手を打ち、不始末からから上方に居られなくなって又市と共に江戸に吹き溜まる。縁起物を売りつつゑんま屋の仕事を手伝っていたこともあったが、稲荷坂の祇右衛門との抗争が激化した際に江戸を離れて上方に戻る（前巷説百物語）。江戸を離れた後も又市の仕掛に力を貸したり、逆に手伝わせたりしている。
若い頃は女癖が悪く女の尻ばかり追い掛けていたが、仕掛けの過程で、上方と江戸で1人ずつ惚れた女を失ったことがあり、以来、自身がモテる割に女っ気を厭う傾向がみえる。
主役を務める『西巷説百物語』での〆のセリフは「これで終いの金比羅さんや」。
「巷説」「前巷説」「西巷説」「了巷説」に登場。
玉泉坊（ぎょくせんぼう）
異名：無動寺の玉泉坊（むどうじ の ぎょくせんぼう）
都を根城にする小悪党の一人。身の丈は6尺を優に越し、剃髪こそしているが顔は無精髭で覆われ、戯れ絵に描かれる見越し入道そのままといった風体。元は大津辺りを縄張りにした無頼漢で、本名生国は知れず、僧形でいるのも世過の方便でしかない。二つ名も通り名も無動寺谷、玉泉坊の妖怪から戴いている。叡山とは無関係だが、15歳までは本当に寺にいたので説教は得意。
荒事の担当で、生木を引き裂く大力を誇り、抜き身を提げた複数の侍とも素手で渡り合い、一太刀二太刀浴びせられたくらいではまるで怯まない、文字通りの豪傑。ただでさえ莫迦でかいので、身を隠すことが儘ならず、連れ歩くにも引き回すにも不向きなのが欠点。
「巷説」「続巷説」「前巷説」「西巷説」「了巷説」に登場。
お龍（おりょう）
異名：横川のお龍（よかわ の おりょう）
花の入った箕を頭に載せた都の花売り、白川女の装束を纏う上品な顔立ちの女。「帷子辻」の2年程前から林蔵と組んで一文字屋の裏の仕事をしている。
何処にでも入り込み何にでも化ける技を持ち、小娘から老婆までどんな女にも見事に化け、柳次と組んでの幽霊芝居を得意とする。死体を演じる時には腐汁を顔に塗って蝿を呼び蛆を這わせ、獣の腐肉を腹に仕込んで犬に食わせるという徹底した化けっぷりで、半月に渡って誰にもバレることなく演じ切った。
二つ名は、比叡山七不思議の「横川の龍」から来ている。
「巷説」「西巷説」「了巷説」に登場。
文作（ぶんさく）
異名：祭文語りの文作（さいもんがたり の ぶんさく）
又市が上方にいた頃に組んでいた古い仲間。普段は一つ在所に定住しない漂泊の民だが、一文字屋仁蔵の息が掛かった裏の渡世の男。大坂に居た頃に仁蔵から大恩を受けて以来、一文字屋の手先働きをしている。薄汚れた巡礼装束に白羽織を纏い、齢に似合わぬ老け顔と謡うような独特の語り口が年齢を韜晦している。
四国生まれの無宿人で、独り働き独り暮らしの根無し草。人別もなく、山の者だが世間師とも違い、鑑札もないので非人でも乞胸でもない。別に何が出来るという訳でもないが、道中手形も何も持たずに何処へでも行き、平素は何処に居るか皆目判らないのだが、どういう訳か繋ぎも付け易い、神出鬼没で便利な男。惑わし専門だが、野山に長く棲み付いているので生薬毒薬の扱いにも長け、色々な道具を製作することも出来る。
「続巷説」「前巷説」「西巷説」「了巷説」に登場。
一文字屋 仁蔵（いちもんじや にぞう）
異名：一文字狸の仁蔵（いちもんじだぬき の にぞう）
大坂でも指折りの読本刷り物の版元「一文字屋」の主人。
上方の裏渡世を束ねる程の顔役という裏の顔を持ち、時にご常法を曲げてでも、届かぬ想い果たせぬ願い、叶わぬ望みを叶えるという仕事を金で請け負う商売をしており、悩み、罪、昔、人、果ては国まで消すような大仕事も値次第で引き受ける。裏働きをしているのは世のため人のためではなく、商売でしているだけなので、どれだけ悪辣非道な者がいても頼む者が居なければ手を出さない。但しどんなに強大な相手であっても依頼さえあれば動く。山の者や水の者といった身分のない者達と通じているので、諸国に影響力を持っており、流石に江戸では思い通りに出来ないものの、特に上方ではそれが強い。配下の小悪党には比叡山七不思議から戴いた二つ名を付けさせており、自身の二つ名「一文字狸」も同様である。
故郷の武州を捨てて喰うや喰わずでで上方に流れ着いた又市を拾い、一端の悪太郎へと育てた。
元を辿れば江戸の賤民で、相当酷い目に遭ったらしく、江戸を出る時、二度と戻るまいと思ったという。この経歴から、捨てたとはいえ故郷の無宿人達を食いものにする稲荷坂の祇右衛門を赦すことが出来ず、裏の渡世とは切れていて、かつて世話をしていた又市と林蔵が身を寄せているゑんま屋に祇右衛門征伐を依頼したことがある。
「後巷説」「西巷説」「了巷説」に登場。
柳次（りゅうじ）
異名：六道屋の柳次（ろくどうや の りゅうじ）、浮かれ亡者の柳次（うかれもうじゃ の りゅうじ）
表向きは「六道屋」という屋号を掲げ、大名家から払い下げて貰った献上品を売り捌く献残屋。筋張った、顔色の悪い男。上方者だが、江戸弁で話す。
裏の渡世では既にこの世にいない者を、あの手この手で眩ませて眼前に顕現せしめる六道亡者踊りを生業とし、口寄せで死人を現世に誘い出して踊らせるという触れ込みで、死人を恰も生きているように見せかける死人芝居を得意とする。二つ名は、比叡山七不思議「浮かれ六道」から来ている。死人を還すのが商売ではあるものの、屍が好きな訳ではない。
柳橋か何処かの芸者に産み棄てられた親なしとされ、紀州生まれの江戸育ち、都に落ちて以降は諸国を流れて暮らしている。仁蔵の死後は上方で仕事が遣り難くなって奥州などを数年置きに回っている。
「西巷説」「遠巷説」「了巷説」に登場。
仲蔵（なかぞう）
異名：長耳の仲蔵（ながみみ の なかぞう）
二つ名通り耳朶が異様に長く、小さな目に潰れた鼻、大きな口という独特の面相をした巨漢。「寝肥」時点では40歳前。
表の稼業は職人。子供の玩具から芝居小屋の舞台装置、祭の飾り物に絵、什器や小屋、果ては化け物細工まで、頼まれればどんなものでも器用に拵える。仕掛け道具は妙ちきりんなものばかりで正々堂々の勝負では役に立たないが、正も堂もない裏の仕事では非常に便利。
かつては江戸に居住し、津軽藩の藩士からの依頼で勇猛なねぶた流しの山車を仕上げた際に得た20両で朱引きのぎりぎり内側の野中に一軒家を構え、子供の玩具を売る手遊屋を生業としつつ、ゑんま屋の損料仕事に必要な作り物の作成を請け負っていた（「前巷説百物語」）。「旧鼠」の一件以降は江戸を離れ各所を転々とし、「前巷説」から24、5年後には盛岡藩遠野の山奥で暮らしている。
元は梨園の出であり、大層な俳優の落とし胤だという噂がある。だが造作が悪かったため舞台には上がれず、親代わりの人物には見下げられて育った。本人の談では幼少期は女児に間違われる程の美形だったらしく、徐々に現在の面相に化けたのだという。
地味で小柄な老人である治平に替わるアニメオリジナルキャラクターとして登場し、いずれ小説に登場させるという条件で採用され、後に「前巷説百物語」で小説版に逆輸入された。アニメ版では「鳥寄せの長耳」という名前で、又市・おぎんと行動を共にする変装の名人という設定であり、原作における治平の役割を担当している。
「前巷説」「遠巷説」に登場。

## 用語
飛火槍（ひかそう）
四国の山中に暮らす平氏家臣の末裔である川久保党が代々秘密にして守ってきた火薬兵器。700年前の源平の戦いの頃から伝わっているとされ、唐の古文献にも同じ名前の武器が出ているが、時代はこちらが遥かに早い。端的に言うと「火薬自体を飛ばす武器」で、発射用の火薬と爆破薬の両方の調合方法が伝わっており、着弾した途端に破裂する仕掛けになっている。その威力は山ひとつ簡単に吹き飛ばす程で、余りの威力の高さから戦には勝てても人の戦にはならないと、お止め技として数百年間封印されていた。
小右衛門がその技を伝えており、江戸の裏渡世を牛耳る程の力の所以であった。又市一味が一国を相手にするような仕事で切り札として用いられる。
野鉄砲（のでっぽう）
かつて常陸の盗賊「蝙蝠一味」が保有していた幻の武器。その辺に転がっている小さな丸い石礫を弾丸とし、人体に突き刺さる程の大変な勢いで飛ばすことのできる鉄砲で、形は短筒に似て、木槌のような無骨な柄がついている。野鍛冶が作る鉄砲であるために「野鉄砲」と名付けられ、人の顔に取り憑いて精血を吸う野襖を勢いよく飛ばす「野鉄砲」という猯とは関係がない。
葡萄牙人によって大隅の種子島に火縄銃が伝来した天文12年より早く、戦国乱世の前から大陸と行き来していた海賊が唐土で発明された火薬を入手し、これを利用して作った石弓や石銃と呼ばれる作りの粗い鉄砲が元になっており、蝙蝠組の頭目だった島蔵が瀬戸内の海賊の間で古くから伝わっていた石銃に改良を加えて使い勝手のいい獲物へと作り変えた。
火薬の調合にコツがあるのか、特別な仕掛けがあるのかは不明だが、種子島に勝る精度で命中率は百発百中、使う弾が石ころ、しかも自家製で何丁でも量産できる。海賊の荒ごとには向いても盗賊の忍び仕事には必要なかったが、盗賊の仲間内では脅威となり、島蔵は野鉄砲で人を殺めることは一切せずに抑止力としてのみ使った。蝙蝠組を解散する際に実物を1丁だけ残して図面も鋳型も全部綺麗に消してしまったため、現在製造できるのは島蔵を除けば娘婿だった治平のみである。
野衾（のぶすま）
又市達が仕掛けに使う小道具の一つである、痺れ薬を染み込ませた皮風呂敷。人の顔に取り憑いて精血を吸う年経た鼯鼠の妖怪、野衾の名を付けられている。薬の効果は強力で、これを頭に被せれば腕に覚えのある武士でも瞬時に気が遠くなり、目が覚めた後も酒に酔ったように心許ない千鳥足になってしまう。
蝙蝠一味（こうもりいちみ）
かつて治平が所属していた盗賊団。元は瀬戸内の海賊で、海岸沿いに北上し、上陸しては内陸に根を下ろし、夜働きを済ますと海賊に戻って航海を続け、また別の港に移るという風に拠点を遷して常陸まで至り、そこから坂東に足を踏み入れ根を下ろした。海にも山にも居る、どっちつかずの盗賊という意味で蝙蝠を名乗った。
盗みはすれど非道はしないという信念を貫き、人は決して殺さず、盗みに入った店を潰さないよう必ず半分は金を残す、という綺麗な仕事をしていた。盗賊の仲間内では遣り方を嫌われていたが、頭目の島蔵は人柄で手下を使い、また彼が石銃を改良した野鉄砲を切り札の抑止力として身を守っていた。
島蔵が70歳を越えて躰が利かなくなり、さらに治平と娘の間に孫が生まれたことで組を解散させたが、その際に野鉄砲の製法を西国の大名に売ろうとした敵によって治平の妻子が殺害される。
作中の時系列では既に解散しているが、「続巷説」「覘き小平次」で存在が語られる。
北林藩（きたばやしはん）
丹後と若狭の端境の山中にある小藩。100年近く前に土地を治めていた平家の末裔とされる三谷（みつがや）家の最後の藩主・三谷弾正景幸が淫祠邪教に気触れて乱心し、家来や領民を斬り殺して最期は7人の百姓に殺されたことでお家断絶、領地召し上げの沙汰を下されという過去があり、北林氏が統治する前までの一時期天領だった。
四方を山に囲まれた天然の要害になっていて、鳥も通わぬ奇岩怪岩が聳える不毛の地に藩主の住む山城があり、城下町はこの山城を要として扇のように広がっている。城が建つ山は城山と呼ばれ、その山頂付近を別に折口岳と呼び、山腹の城を抱くように聳えている。山の7合目当たりには楚伐羅塞ぎ（そばつらふさぎ）という巨大な磐があり、城下から見上げると丁度天守の真後ろ辺りに見える。同じ辺りには夜泣きの岩屋と呼ばれる場所もあり、時折誰も登らない山の中に青い火が燈ることがあったため、その昔は諸国の天狗が集会を開いていたという伝説も残る。土地柄は枯れていて、民百姓は僅かな田畑を分け合って耕して細細と食の生計としており、主たる財源である山林を喰い潰して飢えを凌いでいたような貧乏藩だった。
江戸時代後期には辻斬りが横行して1年おきに7人ずつ人が惨殺され、5年に渡り下手人が捕まらない所為で百姓も侍も気力を失い、往来には人影少なく、童の遊ぶ姿も、女人の笑い声さえ途絶え、隣人が隣人を疑い、逃散する小作人は数知れず、末期には民衆の悪事に対する感覚が麻痺してあちこちで暴動が起こり、徒党を組んで野盗の真似事をする者も現れ、城下の商家は次々と無差別に襲われて蔵を破られ火も放たれるという有様で、七人みさきの祟りだとの噂が江戸まで流れ、この世の地獄に喩えられる程の悪所となっていた。あと一歩で百姓一揆が起きかねないという状況であったが、祟りの一夜を経て新たな藩主が財政再建に取り組み、以降は幕末まで取り潰されることなく存続していた。事態解決に尽力した百介には些少ではあるが毎年恩賞金が届けられていた。
生駒屋（いこまや）
百介が暮らす京橋の蠟燭問屋であり、江戸でも5本の指には入るという大店。先代の病死後、3代目として跡を継ぐはずだった養子の百介が店を大番頭の喜三郎と妻のたきに譲る。百介が跡目を譲ってからも40年以上同地で営業していたが、ご一新後は店名を変え、東京からどこかの田舎の方へ移った。
若隠居となった百介が生活する10畳の離れには、好事家の先先代が残した膨大な文書類が保管されている。

## 巷説百物語シリーズ 年表
巷説百物語シリーズの人物が登場する京極夏彦「江戸怪談シリーズ」の作品を含む。
1824年（文政7年）
- 「寝太」 10月 （前巷説百物語）

1825年（文政8年）
- 「周防大蟆」 1月 （前巷説百物語）
- 「二口女」 2月 （前巷説百物語）
- 「かみなり」 6月 （前巷説百物語）

1826年（文政9年）
- 「山地乳」 4月 （前巷説百物語）
- 「旧鼠」 11月 （前巷説百物語）

1828年（文政11年）
- 「嗤う伊右衛門」 （江戸怪談シリーズ。又市が登場）

1829年（文政12年）
- 「覘き小平次」 （江戸怪談シリーズ。徳次郎と治平が登場）

1833年（天保4年）
- 「数えずの井戸」 （江戸怪談シリーズ。又市と徳次郎が登場）

1836年（天保7年）
- 「小豆洗い」 春 （巷説百物語）
- 「野鉄砲」 8月 （続巷説百物語）
- 「白蔵主」 秋 （巷説百物語）
- 「狐者異」 11月 （続巷説百物語）

1837年（天保8年）
- 「舞首」 4月 （巷説百物語）
- 「飛縁魔」 5月 （続巷説百物語）
- 「芝右衛門狸」 晩夏 （巷説百物語）
- 「船幽霊」 冬 （続巷説百物語）

1838年（天保9年）
- 「塩の長司」 5月 （巷説百物語）
- 「死神 或は七人みさき」 6月 （続巷説百物語）
- 「柳女」 夏 （巷説百物語）
- 「桂男」 夏 （西巷説百物語）
- 「赤えいの魚」 秋 （後巷説百物語）

1839年（天保10年）
- 「遺言幽霊 水乞幽霊」 2月 （西巷説百物語）
- 「鍛冶が嬶」 春 （西巷説百物語）
- 「夜楽屋」 春 （西巷説百物語）
- 「溝出」 夏 （西巷説百物語）
- 「帷子辻」 夏 （巷説百物語）
- 「豆狸」 秋 （西巷説百物語）
- 「天火」 秋 （後巷説百物語）
- 「野狐」 秋 （西巷説百物語）
- 「山男」 秋 （後巷説百物語）

1840年（天保11年）
- 「於菊蟲」 春 （了巷説百物語）
- 「柳婆」 5月 （了巷説百物語）
- 「手負蛇」 5月 （後巷説百物語）
- 「累」 11月 （了巷説百物語）

1842年（天保13年）
- 「五位の光」 （後巷説百物語）
- 「葛乃葉」 春 （了巷説百物語）
- 「手洗鬼」 春 （了巷説百物語）
- 「野宿火」 6月 （了巷説百物語）

1844年（弘化元年）
- 「老人火」 夏 （続巷説百物語）

1845年（弘化2年）
- 「歯黒べったり」春（遠巷説百物語）
- 「磯撫」10月（遠巷説百物語）
- 「波山」11月（遠巷説百物語）

1846年（弘化3年）
- 「鬼熊」1月（遠巷説百物語）
- 「恙虫」春（遠巷説百物語）
- 「出世螺」（遠巷説百物語）

1849年（嘉永2年）
- 「百物語」 夏 （了巷説百物語）

1877年（明治10年）
- 「風の神」 初夏 （後巷説百物語）

## 作品一覧
四六判（カバーの裏に細工あり）・文庫判（カバーは荒井良による造形製作）は角川書店刊、新書判は中央公論新社刊。
- 巷説百物語（「小豆洗い」、「白蔵主」、「舞首」、「芝右衛門狸」、「塩の長司」、「柳女」、「帷子辻」）
  - 四六判 1999年 ISBN 4-04-873163-7
  - C★NOVELS 2002年 ISBN 4-12-500749-7
  - 角川文庫 2003年 ISBN 4-04-362002-0
- 続巷説百物語（「狐者異」、「野鉄砲」、「飛縁魔」、「船幽霊」、「死神 或は七人みさき」、「老人火」）
  - 四六判 2001年 ISBN 4-04-873300-1
  - C★NOVELS 2003年 ISBN 4-12-500816-7
  - 角川文庫 2005年 ISBN 4-04-362003-9
- 後巷説百物語（「赤えいの魚」、「天火」、「手負蛇」、「山男」、「五位の光」、「風の神」）
  - 四六判 2003年 ISBN 4-04-873501-2
  - C★NOVELS 2006年 ISBN 4-12-500933-3
  - 角川文庫 2007年 ISBN 4-04-362004-7
- 前巷説百物語（「寝肥」、「周防大蟆」、「二口女」、「かみなり」、「山地乳」、「旧鼠」）
  - 四六判 2007年 ISBN 4-04-873769-4
  - C★NOVELS 2009年 ISBN 4-12-501070-6
  - 角川文庫 2009年 ISBN 4-04-362007-1
- 西巷説百物語（「桂男」、「遺言幽霊 水乞幽霊」、「鍛冶が嬶 」、「夜楽屋」、「溝出」、「豆狸」、「野狐」）
  - 四六判 2010年 ISBN 4-04-874054-7
  - C★NOVELS 2012年 ISBN 4-12-501213-X
  - 角川文庫 2013年 ISBN 4-04-100749-6
- 遠巷説百物語（「歯黒べったり」、「磯撫」、「波山」、「鬼熊」、「恙虫」、「出世螺」）
  - 四六判 2021年 ISBN 978-4-04-110995-3
  - C★NOVELS 2022年 ISBN 978-412-501457-9
  - 角川文庫 2023年 ISBN 978-4-04-113109-1
- 了巷説百物語（「於菊蟲」、「柳婆」、「累」、「葛乃葉 或は福神ながし」、「手洗鬼」、「野宿火」、「百物語」）
  - 四六判 2024年 ISBN 978-4-04-111720-0

関連作品
- 『妖かしの宴 3 御伽草子』 （水木しげる監修） PHP文庫 2001年 ISBN 4-569-57647-8
  - 「小豆洗い」（『巷説百物語』所収）

## 漫画
- 漫画・巷説百物語
水木しげるのアシスタントである森野達弥による漫画化[6]。「小豆洗い」、「白蔵主」を収録。
  - 単巻 角川書店 2001年3月27日発売[6]、ISBN 4-04-853306-1

- 巷説百物語
日高建男作画。リイド社発行の時代劇漫画雑誌『コミック乱』連載（増刊、のち本誌移籍）。小説の「巷説」、「続巷説」を時系列順に完全漫画化。単行本は同社SPコミックス刊、全4巻。
  1. 2008年3月28日発売[7]、ISBN 978-4-8458-3602-4
  2. 2009年1月27日発売[8]、ISBN 978-4-8458-3603-1
  3. 2009年8月28日発売[9]、ISBN 978-4-8458-3604-8
  4. 2010年3月25日発売[10]、ISBN 978-4-8458-3605-5

- 後巷説百物語
日高建男作画。『コミック乱』に断続的に連載。単行本はSPコミックス刊、全3巻。
  1. 「赤えいの背中」2011年7月27日発売[11]、ISBN 978-4-8458-4130-1
  2. 「天火」2012年8月28日発売[12]、ISBN 978-4-8458-4131-8
  3. 「手負蛇」2013年2月27日発売[13]、ISBN 978-4-8458-4132-5

- 前巷説百物語
日高建男が漫画を担当[14]。『コミック乱ツインズ』2024年2月号から連載[14]。
  1. 2024年9月20日発売[15]、ISBN 978-4-8458-6693-9
  2. 2025年6月13日発売[16]、ISBN 978-4-8458-6796-7

## テレビアニメ
『京極夏彦 巷説百物語』（きょうごくなつひこ こうせつひゃくものがたり）のタイトルで中部日本放送（CBC）・RKB毎日放送・中国放送（RCC）他で2003年10月より放送開始。全13話。
- RCCが唯一手がけた深夜アニメで、RKBにとっても深夜アニメ初参入作品でもある。
- 作中において、京極は自ら「京極亭」として声だけで登場している。
- スカイパーフェクTV!ではキッズステーションで時差ネットされた後、アニマックスでも放送された。
- 2007年10月6日よりRCCにて再放送がなされた（RCCで深夜アニメの再放送が行われるのは極めて珍しい。毎日放送（MBS）制作『DARKER THAN BLACK -黒の契約者-』の後番組。MBS・CBC・TBSはMBS制作『灼眼のシャナII』を放送）。
- 前半は原作に沿っているが物語り後半はかなりファンタジー色が強くなっている。

### スタッフ
- 原作 - 京極夏彦
- 監督 - 殿勝秀樹
- シリーズ構成 - 藤岡美暢
- キャラクターデザイン - 宮繁之
- 美術監督 - 宮野隆
- 色彩設計 - 西香代子
- CGディレクター/タイトルデザイン/OP&ED絵コンテ - 下山真吾
- 撮影監督 - 大坪聡
- 編集 - 佐野由里子
- 音楽 - 蓜島邦明
- 音響監督 - なかのとおる
- プロデューサー - 大石祐道、村田祐一、岡崎剛之
- アシスタントプロデューサー - 浄園祐
- アニメーション制作 - トムス・エンタテインメント
- 制作 - 巷説百物語製作委員会（トムス・エンタテインメント、東宝、中部日本放送、RKB毎日放送、中国放送）

### キャスト
- 又市 - 中尾隆聖
- おぎん - 小林沙苗
- 長耳 - 若本規夫
- 山岡百介 - 関俊彦

- 白庵・黒庵 - 野沢雅子
- 京極亭 - 京極夏彦

### 主題歌
オープニングテーマ「The Flame」
エンディングテーマ「ザ・モーメント・オブ・ラヴ」
作詞 - ダニー・シュエッケンディック / 作曲・編曲・歌 - ケイコ・リー

### 各話リスト
| 話数 | サブタイトル                  | 脚本         | 絵コンテ          | 演出         | 作画監督 | 放送日         |
| ---- | ----------------------------- | ------------ | ----------------- | ------------ | -------- | -------------- |
| 1    | 小豆洗い（）                  | 藤岡美暢     | 殿勝秀樹          | 殿勝秀樹     | 宮繁之   | 2003年 10月4日 |
| 2    | 柳女（）                      | 藤岡美暢     | 宮繁之            | のがみかずお | 小山知洋 | 10月11日       |
| 3    | 白蔵主（）                    | 藤岡美暢     | 大庭秀昭          | 大庭秀昭     | 渡辺裕子 | 10月18日       |
| 4    | 舞首（）                      | 藤岡美暢     | 工藤紘軌          | 菅井嘉浩     | 徳倉栄一 | 10月25日       |
| 5    | 塩の長司（）                  | 藤岡美暢     | 細田雅弘          | 細田雅弘     | 山崎健志 | 11月1日        |
| 6    | 芝右衛門狸（）                | 神原裕       | 奥脇雅晴          | 上野史博     | 石本英治 | 11月8日        |
| 7    | 帷子辻（）                    | 村井さだゆき | 工藤紘軌          | のがみかずお | 小山知洋 | 11月15日       |
| 8    | 野鉄砲（）                    | 藤岡美暢     | 殿勝秀樹          | 宮田亮       | 荒尾英幸 | 11月22日       |
| 9    | 狐者異（）                    | 村井さだゆき | 大庭秀昭          | 大庭秀昭     | 谷口守泰 | 11月29日       |
| 10   | 飛縁魔（）                    | 神原裕       | 奥脇雅晴          | 上野史博     | 小林利充 | 12月6日        |
| 11   | 船幽霊（）                    | 藤岡美暢     | 細田雅弘          | 細田雅弘     | 山崎健志 | 12月13日       |
| 12   | 死神或いは七人みさき（） 前編 | 高橋洋       | 殿勝秀樹 名村英敏 | のがみかずお | 石本英治 | 12月20日       |
| 13   | 死神或いは七人みさき（） 後編 | 高橋洋       | 殿勝秀樹          | 殿勝秀樹     | 小山知洋 | 12月27日       |

### 放送局
| 放送地域   | 放送局             | 放送期間                       | 放送日時         | 備考                                                      |
| ---------- | ------------------ | ------------------------------ | ---------------- | --------------------------------------------------------- |
| 中京広域圏 | 中部日本放送       | 2003年10月4日 - 12月27日       | 土曜 1:35 - 2:05 | 製作委員会参加                                            |
| 福岡県     | RKB毎日放送        | 2003年10月4日 - 12月27日       | 土曜 2:15 - 2:45 | 製作委員会参加                                            |
| 広島県     | 中国放送           | 2003年10月20日 - 2004年1月12日 | 月曜 2:20 - 2:50 | 製作委員会参加                                            |
| 近畿広域圏 | 毎日放送           | 2003年10月26日 - 2004年2月8日  | 日曜 2:25 - 2:55 | アニメシャワー枠第2部                                     |
| 日本全域   | キッズステーション | 2003年12月3日 - 2004年2月25日  | 水曜 0:30 - 1:00 | スカイパーフェクTV! スカイパーフェクTV!2 ケーブルテレビ等 |

## テレビドラマ

### 京極夏彦「怪」
2000年1月3日から9月15日にかけて、WOWOWで放送された初の実写版。また、同年8月12日に第一話『七人みさき』が放送時にカットされたシーンを加えて『京極夏彦「怪」七人みさき』として劇場公開された。『必殺シリーズ』等、時代劇や殺陣で実績のある松竹京都映画が担当。巷説百物語に必殺シリーズの『殺し』の要素を含ませた作品（『福神ながし』に山内としお演じる「田中熊五郎らしき同心」が登場、「中村主水」の事にも言及がある）。作中に登場する妖怪たちは『さくや妖怪伝』から流用。また『七人みさき』『福神ながし』において、京極は自ら「京極亭」を演じている。さらに『福神ながし』にはその「京極亭」の遠縁として、京極の小説家デビュー作である『百鬼夜行シリーズ』の主要登場人物・「中禅寺秋彦（京極堂）」の先祖である「中禅寺洲斎」が登場している（演じているのは近藤正臣）。
「芝右衛門狸」を原作とする第2話「隠神だぬき」を除いた3話はオリジナルで、第1話「七人みさき」は「死神　或は七人みさき」に、第3話「赤面ゑびす」は「赤えいの魚」に、第4話「福神ながし」は「葛乃葉　或は福神ながし」「手洗鬼」に作り変えて小説化される。

#### タイトル
| 放送日  | 話数   | サブタイトル | 脚本              |
| ------- | ------ | ------------ | ----------------- |
| 1月3日  | 第一話 | 七人みさき   | 京極夏彦          |
| 3月18日 | 第二話 | 隠神だぬき   | 山田誠二          |
| 7月20日 | 第三話 | 赤面ゑびす   | 京極夏彦 山田誠二 |
| 9月15日 | 第四話 | 福神ながし   | 京極夏彦 山田誠二 |

#### スタッフ
- 監督 - 酒井信行
- 脚本 - 山田誠二、京極夏彦
- 音楽 - 栗山和樹
- 制作 - C.A.L
- 制作協力 - 松竹京都映画株式会社
- 配給 - 松竹株式会社 映倫115721
- 放送局 - WOWOW

#### キャスト
- 御行の又市 - 田辺誠一
- 山猫廻しのおぎん - 遠山景織子
- 山岡百介 - 佐野史郎
- 事触れ治平 - 谷啓
- 鏑木十内 ‐ 山田明郷

##### ゲスト
参照宇宙船YB 2001, p. 97
- 東雲右近 - 小木茂光（1、4）
- 京極亭 - 京極夏彦（1、4）
- 寅之屋山田堂誠八 - 山田誠二（1、4）
- 算盤の徳次郎 - 火野正平（3、4）

第1話
- 涼 - 三原じゅん子
- 平八 - ひかる一平
- 萩乃介 - 津田健次郎
- かな - 聖はるか
- 長屋の女房 - 大沼千代美
- 北林義虎 - 藤田まこと
- 桔梗 - 平沙織
- 白菊 - 麻田かおり
- 楓姫 - 朝岡実嶺
- 与吉 - 梶原善
- 川久保弾正、北林弾正 - 四方堂亘（2役）
- 樫村兵衛 - 小松政夫
- 御燈の小右衛門 - 夏八木勲

第2話
- 乾勘兵衛 - 嶋田久作
- お松 - 宮下順子
- 長二郎 - 湯江健幸
- 澄江 - 高橋理奈
- はな - 石川真希
- 文吉 - 南条好輝
- 千代 - 田辺ひとみ
- きく - 陳薫英
- てい - 池本愛彩
- 籐左衛門 - 笹野高史
- 服部 - 神山繁
- 久馬 - 草見潤平
- 六介 - 神戸浩
- 赤鬼 - 六平直政
- 青鬼 - 加藤哲郎（友情出演）
- 市村松乃輔 - 石丸謙二郎
- 芝右衛門 - 奥村公延

第3話
- 寿美 - 西崎緑
- 吟蔵 - 小日向文世
- 鯱 - 伊藤敏八
- 靭 - 赤星昇一郎
- 鮫 - 織田無道
- 海蛇 - 加藤哲郎
- 闇雲三左衛門 - 六平直政
- 小走り - 宇梶剛士
- 仁吉 - 仁科貴
- 与太 - なにわゆうじ
- かっとび - 本田大輔
- 番頭風の男 - 南條豊
- 島民 - ゆーとぴあピース
- お葉 - 南明子
- 版元 - 桜井センリ
- 宿の鮫吉 - 大沢在昌（友情出演）
- 女中の父 - 宇仁貫三（友情出演）
- 同心・田所真兵衛 - 嶋田久作（友情出演）
- 六郎 - 上杉祥三
- 常念 - 笑福亭松之助
- 戎甲兵衛 - 本田博太郎

第4話
- 庄吉 - 津村鷹志
- 額三 - 須藤正裕
- 中禅寺すず - 青山知可子
- 大黒天 - 大橋壮多
- 恵比寿 - 西村泰輔
- 福禄寿 - 横山あきお
- 寿老人 - 泉祐介
- 毘沙門 - ザ☆モンゴルマン
- 吉祥天 - 菅原まどか
- 村山石燕 - 水木しげる
- 福助 - 荒俣宏
- みゆき亭お初 - 宮部みゆき
- 高貴な侍A - 今野敏
- 高貴な侍B - 稲葉稔
- 版元の女中 - 秋本奈緒美
- 同心 - 山内としお
- お福 - 絵沢萌子
- 手代 - 伊藤正之
- 風見一学 - 杉本哲太
- 福乃屋富蔵 - 船越英一郎
- 叶屋幸左衛門 - 岸部一徳
- 中禅寺洲斎 - 近藤正臣

#### 映像ソフト
- 松竹よりVHSが発売された[19]。

### ドラマW 巷説百物語
『巷説百物語 狐者異』（- こわい）が2005年3月27日に、第2弾として『巷説百物語 飛縁魔』（- ひのえんま）が2006年3月26日に、いずれもWOWOWのドラマWとして放送された。堤幸彦監督初の時代劇作品である。時代劇ではあるが堤らしいコメディの要素もあり斬新な作品となっている。『巷説百物語 狐者異』においては、京極はみずから八卦見を演じている。

#### スタッフ
- 監督 - 堤幸彦
- 演出補 - 木村ひさし
- 脚本 - 石川雅也
- 音楽 - 屋敷豪太
- エンディングテーマ曲「星とワルツ」（歌 - 安藤裕子）
- サウンドデザイン - 志田博英
- アクションコーディネーター - 中村健人
- 特殊メイク - 松井祐一
- 協力 - 和知人形浄瑠璃会
- 制作プロダクション - スプラッシュ、松竹京都映画株式会社
- プロデュース - 濱野隆（WOWOW）、石野憲助（スプラッシュ）、水野純一郎（松竹京都映画）
- 制作協力 - オフィスクレッシェンド、角川書店、オフィスまとば
- 製作著作 - WOWOW

#### キャスト
- 小股潜りの又市 - 渡部篤郎
- 山猫廻しのおぎん - 小池栄子
- 山岡百介 - 吹越満
- 事触れの治平 - 大杉漣
- 田所真兵衛 - 遠藤憲一
- 生駒屋 喜三郎 - 野添義弘
- 田津屋 慎三郎 - 佐藤二朗
- 御燈の小右衛門 - 谷本一
- 瓦版屋 - 松尾勝人
- 田所の小者 - 東田達夫
- ナレーター - 飯塚昭三

＜巷説百物語 狐者異＞
- 笹森欣蔵 - 嶋田久作
- 幼いおぎん - 田川恵莉菜
- 稲荷坂の衹右衛門 - 谷口高史
- 奥村 左京亮 - 武井三二
- 奥村 千代 - 片桐はいり
- おぎんの母 - 野村五十鈴
- 遊女A - 時任歩
- 遊女B - 金子珠美
- 職人 - 大石昭弘
- 蕎麦屋の屋台の亭主 - 平井靖
- 屋台の客A - 仲野毅
- 屋台の客B - 山元隆弘
- 無宿人A - 辻本一樹
- 無宿人B - 本山力
- 無宿人C - 梅干一

特別出演
- 八卦見 - 京極夏彦
- 幇間 - 屋敷豪太

＜巷説百物語 飛縁魔＞
- おきく（白菊 龍田） - 小島聖
- おろく - 岡本麗
- 遊女おくま - 真中瞳
- 良順 - 岩松了
- 金城屋 享右衛門 - 伊藤高
- 奥村 左京亮 - 下元年世
- 金城屋の番頭 - 池田勝志
- 金城屋の手代 - 梅干一
- 金城屋の奉公人 - 宇都隼平
- 太助 - 岡田和範
- 酔っぱらい - 本山力
- 役人A - 大石昭弘
- 役人B - 金子太郎
- 遊女 - 柴田洋子
- 踊り師匠 - 志賀山秀穂
- 幼い白菊 - 小林英梨子
- 幼い龍田 - 渡辺万也
- 居駒屋人足、金城屋人足、陶器屋人足、ゾンビ、同心、番太、捕り方、黒捕り方、駕籠かき、人足、女衒 - 中島崇博
- 生駒屋手代、金城屋手代、陶器屋手代、ゾンビ、同心、番太、捕り方、黒捕り方、駕籠かき、人足、着流し半天、手代 - 山元隆弘

## 関連作品
このシリーズは、京極による他の作品と下記のように関連している。
- 江戸怪談シリーズ このシリーズは時系列的にほぼ同時代であるため、一部の登場人物はこちらにも登場する。
  - 嗤う伊右衛門 （『前巷説百物語』と『巷説百物語』の間の又市が登場）
  - 覘き小平次 （『巷説百物語』以前の治平と徳次郎が登場、又市は名前のみで登場）
  - 数えずの井戸　（『巷説百物語』以前の又市と徳次郎が登場）
- 百鬼夜行シリーズ
  - 狂骨の夢 （『後巷説百物語』所収「五位の光」と関連）
  - 鉄鼠の檻 （『後巷説百物語』所収「風の神」と関連）
  - 陰摩羅鬼の瑕 （『後巷説百物語』所収「五位の光」「風の神」と関連）
  - 鵼の碑（『後巷説百物語』と関連）
  - 百器徒然袋――風所蔵「面霊気・薔薇十字探偵の疑惑」
- 書楼弔堂シリーズ
  - 破曉（『後巷説百物語』所収「風の神」から10年後の矢作剣之進が登場、『了巷説百物語』の中禅寺洲斎の息子も登場）